# Borets Truda
Borets Truda (en ruso: Борец Труда) es un jútor del raión de Kanevskaya del krai de Krasnodar del sur de Rusia. Está situado 17 km al noroeste de Kanevskaya y 132 km al norte de Krasnodar, la capital del krai. Tenía 158 habitantes en 2010.
Pertenece al municipio Starodereviankovskoye.